# Вінтергрін (Вірджинія)
Вінтергрін (англ. Wintergreen) — переписна місцевість (CDP) в США, в окрузі Огаста штату Вірджинія. Населення — 346 осіб (2020).

## Географія
Вінтергрін розташований за координатами 37°54′44″ пн. ш. 78°55′48″ зх. д. / 37.91222° пн. ш. 78.93000° зх. д. (37.912155, -78.929890).  За даними Бюро перепису населення США в 2010 році переписна місцевість мала площу 22,81 км², з яких 22,80 км² — суходіл та 0,00 км² — водойми.

## Демографія
Згідно з переписом 2010 року, у переписній місцевості мешкало 165 осіб у 85 домогосподарствах у складі 58 родин. Густота населення становила 7 осіб/км².  Було 2291 помешкання (100/км²).
Расовий склад населення:
| - 92,7 % — білих - 5,5 % — чорних або афроамериканців - 1,8 % — азіатів |

До двох чи більше рас належало 0,0 %. Частка іспаномовних становила 0,0 % від усіх жителів.
За віковим діапазоном населення розподілялося таким чином: 6,7 % — особи молодші 18 років, 60,0 % — особи у віці 18—64 років, 33,3 % — особи у віці 65 років та старші. Медіана віку мешканця становила 60,4 року. На 100 осіб жіночої статі у переписній місцевості припадало 98,8 чоловіків;  на 100 жінок у віці від 18 років та старших — 100,0 чоловіків також старших 18 років.
Цивільне працевлаштоване населення становило 104 особи. Основні галузі зайнятості: освіта, охорона здоров'я та соціальна допомога — 48,1 %, роздрібна торгівля — 31,7 %, мистецтво, розваги та відпочинок — 20,2 %.